# Le Harpon (film)
Pour les articles homonymes, voir Harpon (homonymie).
Pour plus de détails, voir Fiche technique et Distribution.
Le Harpon (Down to the Sea in Ships) est un film muet américain, réalisé par Elmer Clifton, sorti en 1923.
C'est l'un des premiers films où apparait Clara Bow, elle y joue le rôle d'un « garçon manqué ».

## Synopsis
Le capitaine Charles W. Morgan est un homme d'affaires très respecté qui possède une flotte de baleiniers dans la ville quaker de New Bedford, dans le Massachusetts . Il est très proche de sa fille Patience, lui disant qu'elle doit épouser un baleinier de confession quaker, comme lui. Il élève aussi une enfant, Dot, perdu qu'il trouva dix ans auparavant lors d'une expédition de chasse à la baleine, retrouvée flottant près du rivage sur un radeau fait de branches. Dot se révèle être une enfant espiègle et rebelle, qui veut être dans la chasse à la baleine quand elle sera grande, une ambition qui n'est pas acceptable pour une femme de sa condition.
Un jour, un ami d'enfance de Patience, Allan Dexter arrive en ville, récemment de retour de l'université. Lui et Patience renouent et finissent tomber amoureux, au point qu'il demander la bénédiction du capitaine Morgan pour l'épouser. Cependant ce dernier le chasse de la maison, car il n'est pas un mari convenable pour elle, n'étant ni un quaker ni un baleinier.
Pendant ce temps, Samuel Siggs, un Chinois efféminé se faisant passer pour un homme blanc, est de connivence pour voler les navires du capitaine Morgan pour transporter de l'or africain. Il se déguise en quaker et acquiert une position d'autorité dans les affaires de Morgan en prétendant être un baleinier expérimenté. Après avoir espionné Patience, il prévoit également de se frayer un chemin pour l'épouser. Apprenant l'amour de Dexter pour elle, il demande à son collègue et escroc notoire Jake Finner, de droguer la boisson du jeune homme et de le faire kidnapper pour le placer à bord du prochain baleinier sortant, en espérant ne plus jamais le revoir. 
Dot habillée comme un garcçon et qui n'a pas renoncé à sa carrière de chasseur de baleine, se trouve également sur le navire mais sans avoir que Dexter se trouve là aussi. En raison de leur mystérieuse disparition à tous deux, il se murmure que Dexter et Dot ont rejoint l'Oregon Wagon Train et sont partis vers l'Ouest ensemble.
A des kilomètres de la mer, Dexter est délié par l'équipage du navire et se met immédiatement au travail. Voulant faire ses preuves auprès de Morgan, il décide de mettre tous ses efforts dans de longues heures de travail pour gagner sa chance d'harponner une baleine, ce qui ferait de lui un baleinier accompli. Pendant ce temps, Jake Finner, qui a tué le capitaine et pris le contrôle du navire, découvre que Dot est une fille et s'en prend à elle. Parce qu'il a traité les hommes à bord comme des esclaves depuis qu'il est le maitre à bord, les matelots se révoltent contre Finner et nomment Dexter comme capitaine, tandis que l'ami de Dot, Jimmie, le garçon de cabine, la sauve des griffes de Finner.
Après avoir harponné une baleine et appris pourquoi il a été enlevé, Dexter s'arrange pour que le navire retourne au port. Pendant ce temps, le capitaine Morgan est tombé malade, craint de mourir et ordonne à Patience d'épouser Siggs comme son dernier souhait. Elle accepte à contrecœur mais Dexter arrive juste à temps pour sauver Patience, et les amants sont réunis à la fin.

## Fiche technique
- Titre : Le Harpon
- Titre original : Down to the Sea in Ships
- Réalisation : Elmer Clifton
- Scénario : John L. E. Pell
- Musique : Henry F. Gilbert
- Photographie : Paul H. Allen et Alexander G. Penrod
- Producteur : Elmer Clifton
- Pays d'origine : États-Unis
- Format : Noir et blanc - 1,33:1 - Film muet
- Genre : Aventure
- Durée : 83 minutes
- Date de sortie : 4 mars 1923

## Distribution
- Marguerite Courtot : Patience Morgan
- Raymond McKee : Thomas Allan Dexter
- Willian Walcott : Charles W. Morgan
- Clara Bow : « Dot » Morgan
- James Turfler : Jimmy
- Leigh Smith : Scuff Smith
- Pat Hartigan : Jack Finner
- Jack Baston : Samuel Siggs
- Curtis Pearce
- Ada Laycock
- William Cavanaugh

et parmi les acteurs non crédités :
- Anita Louise

## Autour du film
- Le tournage s'est déroulé sur des baleiniers en Nouvelle-Angleterre[1].